# Amalia Corbari
Amalia Corbari (Milà, 15 d'abril de 1827 - ?) fou una mezzosoprano italiana.
Fou filla del cuiner Gerolamo Corbari i de la seva esposa, Catterina. Amalia Corbari va estudiar al Conservatori de Milà entre el 1838 (admesa el 3 de novembre d'aquell any) i el setembre de 1845. L'any 1844 va cantar al Conservatori l'òpera Il contadino d'Agliate, una obra amb text del compositor Temistocle Solera i lletra de l'alumne del Conservatori Alberto Leoni. Es tractava d'una representació per a alumnes de la institució. L'any següent, també com a alumna, va participar en l'òpera Rosalia di San Miniato, del músic alumne Antonio Cagnoni i llibre de Callisto Bassi.
El 1845 va començar a cantar a l'antic Queen's Theatre de Londres, debutant amb Nabucco de Verdi. L'any següent va cantar el paper d'Adalgisa de Norma de Vincenzo Bellini al costat de Giulia Grisi al Théâtre-Italien de París i el de Fenena de Nabucco. Més tard va ser contractada pel Royal Opera House (Covent Garden) de Londres, on va interpretar la Donna Elvira del Don Giovanni de Mozart i la princesa de Robert le diable de Meyerbeer. El 1849 va actuar de nou al Convent Garden, a Sant Petersburg i va tornar a París el 1851. En la capital francesa va participar en la primera audició de Fidelio de Beethoven al Théâtre-Italien, el 31 de gener de 1852. Va cantar també a teatres italians, com ara a Trieste, a Torí i al Teatro Comunale de Bolonya el 1855.
El 1860 va aparèixer en una gira de 53 concerts en 48 dies a diverses poblacions britàniques (Manchester, Liverpool, Dublín, Edimburg). Va tornar a treballar a Sant Petersburg el 1867.
El 28 d'agost de 1848 va compartir escenari en un concert amb el famós pianista i compositor Frédéric Chopin, al Gentlemen's Concert Hall de Manchester. Van actuar també en aquell concert els cantants italians Marietta Alboni i Lorenzo Salvi.
Va actuar la temporada 1853-1854 al Gran Teatre del Liceu de Barcelona, interpretant diverses òperes, entre elles Lucia di Lammermoor i L'elisir d'amore de Gaetano Donizetti, Rigoletto, Luisa Miller i Il trovatore de Verdi i Semiramide de Gioachino Rossini. La representació de Il trovatore del 20 de maig de 1854, a la qual va participar Amalia Corbari fent el paper de Leonora, va ser l'estrena a Espanya d'aquesta òpera de Verdi. La mateixa temporada havia cantat en l'estrena de l'òpera La figlia del deserto del català Josep Frexas, estrenada el 16 de febrer de 1854. Anys després va participar en la temporada 1859-1860 del Teatre Principal.
L'any 1867 encara actuava, apareixent en una companyia d'òpera italiana a Sant Petersburg.
La seva germana Luigia Corbari fou també cantant d'òpera, compartint escenaris ambdues en alguna ocasió.